# Hey Baby (Lied)
Hey Baby ist ein Lied der US-amerikanischen Band No Doubt, das sie zusammen mit dem jamaikanischen Dancehall-Musiker Bounty Killer aufnahm. Der Song wurde am 29. Oktober 2001 als erste Single aus ihrem fünften Studioalbum Rock Steady veröffentlicht.

## Inhalt
Hey Baby handelt von dem Tourleben als Band und den damit verbundenen Partys, auf denen die Mitglieder mit zahlreichen Groupies in Kontakt kommen. Gwen Stefani singt den Song aus der Perspektive des lyrischen Ichs und beobachtet ihre männlichen Bandkollegen, die sich mit den weiblichen Fans vergnügen, während sie selbst nicht aktiv am Geschehen teilnimmt und eher gelangweilt davon ist. Bounty Killer rappt, wie er zuerst auf der Bühne auftritt und anschließend einer Frau Komplimente macht, um diese abzuschleppen.

“All the boys say:

"Hey baby, hey baby, hey!"

Girls say, girls say:

"Hey baby, hey baby, hey!"”

## Produktion
Der Song wurde von dem jamaikanischen Musikproduzenten-Duo Sly & Robbie in Zusammenarbeit mit No Doubt produziert. Als Autoren fungierten die No-Doubt-Mitglieder Gwen Stefani, Tony Kanal und Tom Dumont sowie Bounty Killer.

## Musikvideo
Bei dem zu Hey Baby in Boyle Heights, Los Angeles gedrehten Musikvideo führte Dave Meyers Regie. Es feierte am 6. November 2001 Premiere und verzeichnet auf YouTube über 58 Millionen Aufrufe (Stand April 2024). Zu Beginn fahren die Bandmitglieder von No Doubt in ihrem Tourbus, wobei sie Spiele spielen und Alkohol trinken. Sie kommen an einem Club an, wo eine große Party stattfindet. Im Gebäude werden die drei männlichen Bandmitglieder jeweils von weiblichen Groupies umringt, mit denen sie tanzen und Fotos machen, während Gwen Stefani allein durch den Club läuft. Schlagzeuger Adrian Young turnt schließlich nackt an von der Decke herabhängenden Ringen. Während Bounty Killers Strophe tanzt Gwen Stefani vor dessen Bühne und Gitarrist Tom Dumont spielt Trinkspiele mit anderen Partygästen. Am Ende verlassen die Musiker die Party und tanzen mit zahlreichen Groupies im Tourbus.
Bei den MTV Video Music Awards 2002 wurde Hey Baby in den Kategorien Best Pop Video und Best Group Video ausgezeichnet.

## Single

### Covergestaltung
Das Singlecover zeigt sechsmal den Schriftzug NoDoubtHeyBaby, davon fünfmal in Grün und einmal in Rot. Der Hintergrund ist dunkelgelb gehalten.

### Titellisten
Single
1. Hey Baby (feat. Bounty Killer) – 3:27
2. Hey Baby (Fabian Remix) – 3:47

Maxi
1. Hey Baby (feat. Bounty Killer) – 3:27
2. Hey Baby (Fabian Remix) – 3:47
3. Ex-Girlfriend (Philip Steir Remix) – 5:09
4. Hey Baby (CD-Rom Video) – 3:27

### Chartplatzierungen
Hey Baby stieg am 28. Januar 2002 auf Platz 14 in die deutschen Singlecharts ein und erreichte drei Wochen später mit Rang acht die höchste Position. Insgesamt hielt sich der Song zehn Wochen lang in den Top 100, davon zwei Wochen in den Top 10. Weitere Top-10-Platzierungen gelangen unter anderem im Vereinigten Königreich, in Neuseeland, Norwegen, den Vereinigten Staaten, Australien, Dänemark und Finnland.
| ChartsChartplatzierungen       | Höchstplatzierung | Wochen |
| ------------------------------ | ----------------- | ------ |
| Deutschland (GfK)              | 8 (10 Wo.)        | 10     |
| Österreich (Ö3)                | 12 (13 Wo.)       | 13     |
| Schweiz (IFPI)                 | 11 (16 Wo.)       | 16     |
| Vereinigtes Königreich (OCC)   | 2 (16 Wo.)        | 16     |
| Vereinigte Staaten (Billboard) | 5 (20 Wo.)        | 20     |

| ChartsJahrescharts (2002)      | Platzierung |
| ------------------------------ | ----------- |
| Österreich (Ö3)                | 69          |
| Vereinigtes Königreich (OCC)   | 97          |
| Vereinigte Staaten (Billboard) | 32          |

### Verkaufszahlen und Auszeichnungen
Hey Baby erhielt im Jahr 2021 in den Vereinigten Staaten für mehr als 500.000 verkaufte Einheiten eine Goldene Schallplatte. Bei den Grammy Awards 2003 wurde der Song in der Kategorie Best Pop Performance by a Duo or Group with Vocals ausgezeichnet.

| Land/Region               | Auszeichnungen für Musikverkäufe (Land/Region, Auszeichnung, Verkäufe) | Verkäufe |
| ------------------------- | ---------------------------------------------------------------------- | -------- |
| Australien (ARIA)         | Gold                                                                   | 35.000   |
| Norwegen (IFPI)           | Gold                                                                   | 10.000   |
| Vereinigte Staaten (RIAA) | Gold                                                                   | 500.000  |
| Insgesamt                 | 3× Gold ·                                                              | 545.000  |

Hauptartikel: No Doubt/Auszeichnungen für Musikverkäufe